# French School Jakarta
 (juin 2019).
Si vous disposez d'ouvrages ou d'articles de référence ou si vous connaissez des sites web de qualité traitant du thème abordé ici, merci de compléter l'article en donnant les références utiles à sa vérifiabilité et en les liant à la section « Notes et références ».
Le French School Jakarta ou le Lycée français de Jakarta (indonésien :  Yayasan Ecole Internationale Francaise), anciennement lycée français Louis-Charles-Damais, lycée international français de Jakarta et LIFE School Jakarta, est un lycée français situé à Jakarta en Indonésie. Il a été baptisé d’après le philologue Louis-Charles Damais (1911-1966) en 2008.

## Histoire
L’école internationale française de Jakarta a été créée  à la fin des années 1950 à l’initiative de parents expatriés par la société CITRA (Compagnie industrielle de travaux, du groupe Schneider), chargée de la construction d'une nouvelle digue pour le port de Jakarta, Tanjung Priok.
Elle s’appelait à sa création petite école française de Jakarta. Elle devint École Saint-Exupéry, École consulaire française le 25 mai 1975, puis École internationale française (EIF) le 10 novembre 1982 et enfin lycée international français de Jakarta (LIF).
En 1975, la France envoie un directeur détaché du ministère de l’Éducation nationale. Depuis cette date le nombre d’élèves n’a pas cessé de croître.
Le LIF s'est amélioré au niveau de sa structure au fil des années. Il est conventionné avec l’Agence pour l'enseignement français à l'étranger depuis la création de celle-ci en 1990.
À la rentrée de septembre 2008, le lycée compte un peu plus de 370 élèves. En l’an 2000, il en comptait 400. Son maximum fut de 600 élèves avant les événements de 1998. Environ 80 personnes assurent l'enseignement, la vie scolaire, la gestion, l’administration, la maintenance, etc.